# 張翼雄

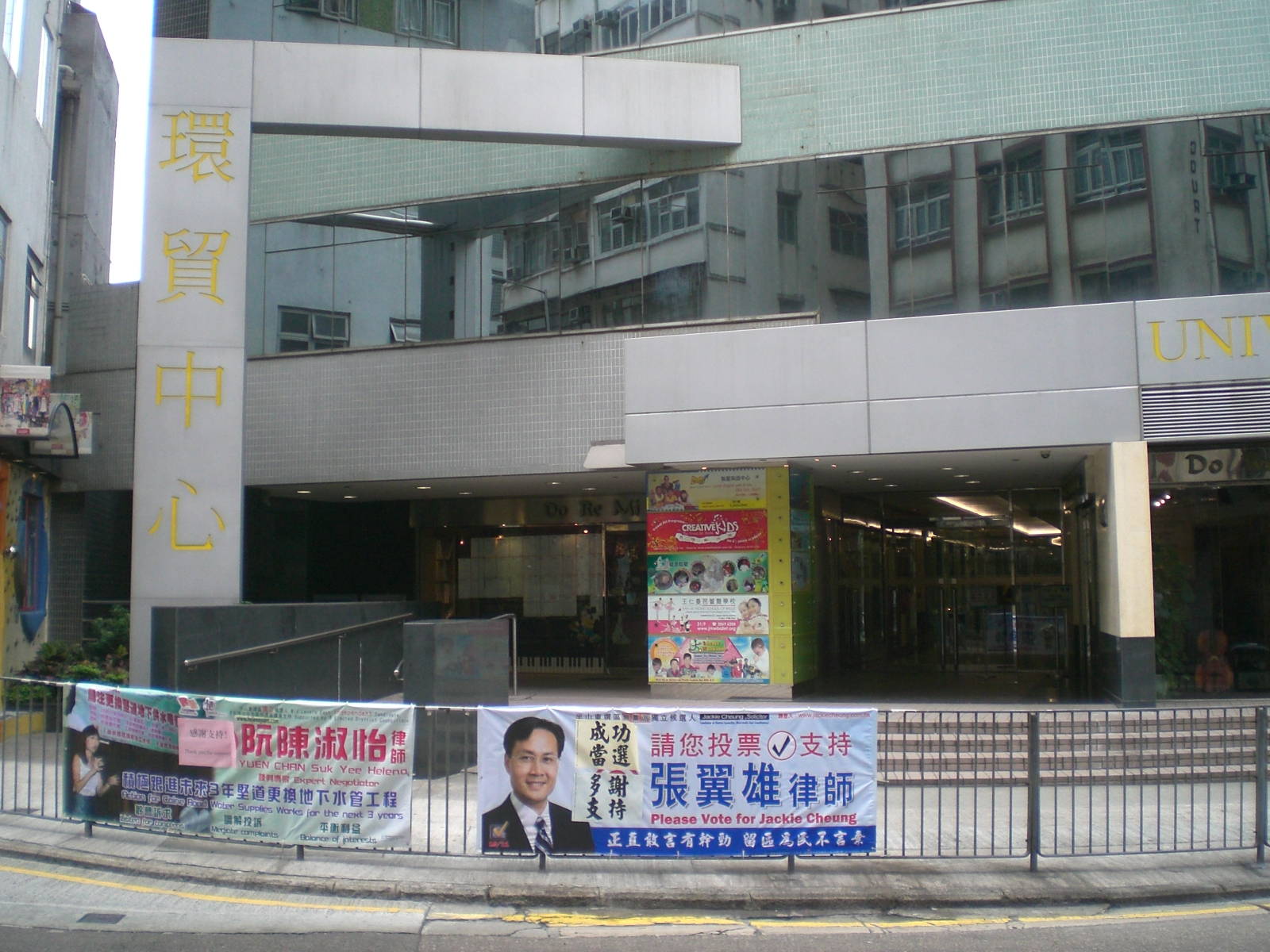

張翼雄（1967年—），現任律師，2008至2015年擔任香港中西區區議會A02半山東區區議員，曾經擔任無綫電視舞蹈演員3年，與郭富城、謝天華和林子祥等同台演出。
張翼雄是經過2007年香港區議會選舉，以1,370比1,097，打敗香港民主派支持的陳淑怡，奪得前立法會議員郭家麒醫生不再連任的中西區區議會半山東選區議席，並於2011年香港區議會選舉成功連任，直至2015年香港區議會選舉敗給民主黨的吳兆康，連任失敗。

## 背景
張翼雄修讀中學時成績不佳，先後考過3次會考及兩次高考，為了圓律師夢，他邊跳舞工作、邊讀書，最後半工讀成為專業人士。
由2020-2021馬季開始，張翼雄開始在香港賽馬會成為馬主，擁有名下賽駒「龍騰飛翔」。

## 相關
- 2007年香港區議會選舉地方選區參選名單
- 2007年香港區議會選舉結果
- 2011年香港區議會選舉
- 第二條中環至半山自動扶梯系統
- 堅道交通負荷量
- 大廈法團義務法律顧問

| 議會席位      | 議會席位                             | 議會席位      |
| ------------- | ------------------------------------ | ------------- |
| 前任： 郭家麒 | 中西區區議員（半山東） 2008年—2015年 | 繼任： 吳兆康 |